# نیل ادواردز
نیل ادواردز (انگلیسی: Neil Edwards؛ زادهٔ ۲ ژوئیهٔ ۱۹۶۷) بازیکن فوتبال اهل بریتانیا است.
از باشگاه‌هایی که در آن بازی کرده‌است می‌توان به باشگاه فوتبال برنلی و باشگاه فوتبال لیورپول اشاره کرد.